# مادر خونین
مادر خونین (به انگلیسی: Bloody Mama) فیلمی محصول سال ۱۹۷۰ به کارگردانی راجر کورمن است. در این فیلم بازیگرانی همچون شلی وینترز، بروس درن، دان استراود، دیان وارسی، رابرت دنیرو، رابرت والدن، پت هینگل و اسکتمن کراترز ایفای نقش کرده‌اند. این فیلم در ایران با عنوان مامان فشنگی اکران شد.